# ليغا باسكيت الدرجة الأولى 1971–72
ليغا باسكيت الدرجة الأولى 1971–72 (بالإيطالية: Serie A 1971-1972)‏ هو موسم من ليغا باسكيت الدرجة الأولى. أشرف على تنظيمه دوري  كرة السلة الإيطالي ‏، وفاز فيه أولمبيا ميلانو.